# Лі Мьон Джу
Лі Мьон Джу (кор. 이명주, нар. 24 квітня 1990, Тегу) — південнокорейський футболіст, півзахисник клубу «Сеул» та національної збірної Південної Кореї.

## Клубна кар'єра
Займався футболом в студентській команді Йоннамського університету.
З 2012 року став виступати на професійному рівні за клуб К-ліги «Пхохан Стілерс». Після дебютного сезону Лі був названий «Новачком K-ліги 2012 року», а також допоміг команді виграти національний кубок. Наступного сезону Лі виграв з командою «золотий дубль», а також потрапив у символічну збірну К-ліги. Всього відіграв за пхоханську команду два з половиною сезони своєї ігрової кар'єри. Більшість часу, проведеного у складі «Пхохан Стілерс», був основним гравцем команди.
9 червня 2014 року уклав контракт з катарським клубом «Аль-Айн», підписавши трирічний контракт. В першому ж сезоні Лі став з командою чемпіоном ОАЕ. У складі нової команди провів наступні три роки своєї кар'єри гравця. Граючи у складі «Аль-Айна» також здебільшого виходив на поле в основному складі команди.
До складу клубу «Сеул» приєднався 19 червня 2017 року, підписавши контракт на шість місяців. Станом на 22 листопада 2017 року відіграв за клуб 13 матчів в національному чемпіонаті.

## Виступи за збірні
Протягом 2011–2012 років залучався до складу олімпійської збірної Південної Кореї. На молодіжному рівні зіграв в двох офіційних матчах.
11 червня 2013 року дебютував в офіційних матчах у складі національної збірної Південної Кореї в матчі з Узбекистаном (1:0) у кваліфікації на чемпіонат світу 2014 року. В підсумку корейці змогли пробитись на «мундіаль», проте Лі в остаточну заявку включений не був.
Наступного року у складі збірної був учасником кубка Азії з футболу 2015 року в Австралії, де зіграв у одному матчі і став срібним призером. 

## Досягнення
- Чемпіон Південної Кореї (1): 2013
- Володар Кубка Південної Кореї (1): 2012, 2013
- Чемпіон ОАЕ (1): 2014/15
- Володар Суперкубка ОАЕ (1): 2015

Збірні
- Срібний призер Кубка Азії: 2015
- Переможець Кубка Східної Азії: 2017

### Індивідуальні
- Новачок року К-Ліги (1): 2012
- У символічній збірній К-Ліги (1): 2013